# Apollyon
Ole Jørgen Moe (nacido en 1974 en Noruega), más conocido como Apollyon, es un multinstrumentista de black metal. En la actualidad toca en Aura Noir y se encarga del bajo en Immortal. Apollyon hizo coros en los álbumes de Darkthrone, Plaguewielder y Sardonic Wrath. Fue guitarrista en vivo de Gorgoroth de 2003 a 2004, y tocó en el famoso concierto de Cracovia en febrero de 2004. 
En agosto de 2004, Apollyon participó en un concierto en tributo a Quorthon de Bathory en Hole in the Sky festival en Bergen, Noruega. Apollyon tocó el bajo en todas las canciones, y cantó en la canción "Equimanthorn". El resto de la formación era Bård Faust (ex Emperor) a la batería, Ivar Bjørnson (Enslaved) y Samoth (Emperor) como guitarristas, y como vocalistas Gaahl (ex Gorgoroth), Abbath (Immortal), Grutle Kjellson (Enslaved), Nocturno Culto (Darkthrone) y Satyr (Satyricon).

## Bandas
| - Lamented Souls (1991-1996, 2009 - actualidad) - Aura Noir (1993 - actualidad) - Immortal (2007 - actualidad) - Waklevören (2002 - actualidad) - Cadaver Inc. (1999-2004) | - Dødheimsgard (1996, 1998 y 1999) - Audiopain (2000) - Gorgoroth (2003-2004) |

## Discografía

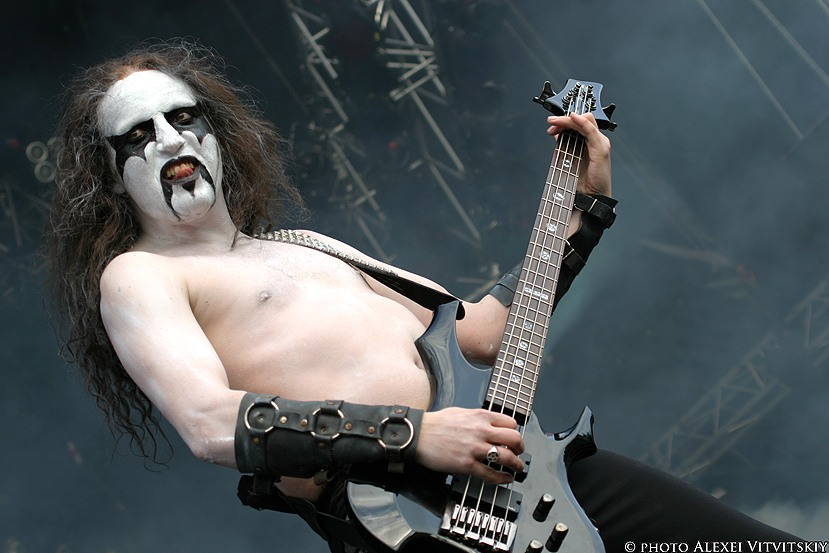
Apollyon actuando con Immortal en 2010.

### Aura Noir
- Two Voices One King (demo) (1994)
- Dreams Like Deserts... (EP) (1995)
- Black Thrash Attack (1996)
- Deep Tracts of Hell (1998)
- Increased Damnation (2000)
- The Merciless (2004)
- Hades Rise (2008)
- Out To Die (2012)

### Dødheimsgard
- Monumental Possession (1996)
- Satanic Art (EP) (1998)
- 666 International (1999)

### Cadaver
- Primal (demo) (2000)
- Discipline (2001)
- Live Inferno (álbum en vivo) (2002)
- Necrosis (2004)

### Lamented Souls
- Soulstorm (demo) (1993)
- Demo (demo) (1995)
- Essence of Wounds (7") (2003)
- The Origins of Misery (2004)

### Waklevören
- Brutal Agenda (2005)
- Tiden lager alle sår (2007)

### Two Trains
- Two Trains (2004)

### Darkthrone
- Plaguewielder (2001)
- Sardonic Wrath (2004)
- Circle the Wagons (2010)

### Gorgoroth
- Black Mass Krakow 2004 (2008)

### Audiopain
- 1986 (EP) (2000)

### Immortal
- All Shall Fall (2009)
- The Seventh Date of Blashyrkh (2010)